# Pseudochondracanthus diceraus
Pseudochondracanthus diceraus – gatunek widłonoga z rodziny Chondracanthidae. Nazwa naukowa tego gatunku skorupiaków została opublikowana w 1908 roku przez amerykańskiego biologa Charlesa Brancha Wilsona. Gatunek został ujęty w Catalogue of Life.